# AGROVOC
 (octobre 2015).
Si vous disposez d'ouvrages ou d'articles de référence ou si vous connaissez des sites web de qualité traitant du thème abordé ici, merci de compléter l'article en donnant les références utiles à sa vérifiabilité et en les liant à la section « Notes et références ».
AGROVOC est un vocabulaire contrôlé multilingue couvrant tous les domaines d'intérêt de l'Organisation des Nations unies pour l'alimentation et l'agriculture (FAO), notamment l'alimentation, la nutrition, l'agriculture, la pêche, la foresterie et l'environnement. En novembre 2021, le vocabulaire comprenait plus de 39 600 concepts et jusqu'à 924 000 termes dans 41 langues différentes. Il s'agit d'un effort de collaboration, édité par une communauté d'experts et coordonné par la FAO. AGROVOC est mis à disposition par la FAO en tant que schéma conceptuel RDF/SKOS-XL et publié comme un ensemble de données liées alignées sur 20 autres vocabulaires.

## Histoire
AGROVOC a été publié pour la première fois au début des années 1980 par la FAO en anglais, espagnol et français pour servir de vocabulaire contrôlé afin d'indexer les publications dans le domaine des sciences et technologies agricoles, en particulier pour le Système international des sciences et technologies agricoles (AGRIS (en)). Dans les années 1990, AGROVOC a abandonné l'impression sur papier et est devenu numérique, le stockage des données étant assuré par une base de données relationnelle. En 2004, des expériences préliminaires d'expression d'AGROVOC dans le langage d'ontologie Web (OWL) ont eu lieu. En même temps, un outil d'édition basé sur le Web a été développé, alors appelé WorkBench, aujourd'hui VocBench. En 2009, AGROVOC est devenu une ressource SKOS.

## Utilisation
Aujourd'hui, AGROVOC est disponible dans différentes langues en tant que schéma conceptuel SKOS-XL et publié en tant que Linked Open Data (LOD). Il est utilisé pour organiser les connaissances en vue d'une extraction ultérieure des données, pour étiqueter le contenu des sites Web, pour faciliter la découverte des moteurs de recherche, pour normaliser les données d'information agricole et comme référence pour les traductions, ainsi que dans des domaines tels que l'exploration de données, le big data ou l'intelligence artificielle. Le contenu actualisé d'AGROVOC est publié une fois par mois et peut être utilisé par le public.

## Accès
AGROVOC est accessible de différentes manières :
- Recherche en ligne et navigation dans les concepts AGROVOC[1].
- Téléchargement : RDF-SKOS (AGROVOC seulement ou AGROVOC LOD)[6].
- En direct : SPARQL endpoint[7] et les services Web AGROVOC web services[8].

## Maintenance
L'équipe AGROVOC, située à la FAO, coordonne les activités éditoriales liées à la maintenance d'AGROVOC. La maintenance proprement dite est assurée par une communauté de rédacteurs et d'institutions pour chacune des versions linguistiques.
L'outil utilisé par la communauté pour éditer et maintenir AGROVOC est VocBench, qui a été conçu pour répondre aux besoins du Web sémantique et des environnements de données liées. VocBench fournit des outils et des fonctionnalités qui facilitent à la fois l'édition collaborative et la terminologie multilingue. Il comprend également des fonctions d'administration et de gestion de groupe qui permettent des rôles flexibles pour la maintenance, la validation et l'assurance qualité.
La FAO facilite également la maintenance technique d'AGROVOC, y compris sa publication en tant que ressource LOD. Le support technique et l'infrastructure sont fournis par l'Université de Tor Vergata  (Rome, Italie) qui dirige le développement technique de VocBench.

## Droits d'auteur et licence
Les droits d'auteur pour le contenu AGROVOC dans les langues de la FAO, à savoir l'anglais, le français, l'espagnol, l'arabe, le russe et le chinois, relèvent de la FAO, tandis que le contenu dans les autres langues est du ressort des institutions qui l'ont rédigé.  Le contenu du thésaurus AGROVOC en anglais, en russe, en français, en espagnol, en arabe et en chinois est soumis à la licence internationale Creative Commons Attribution License (CC-BY IGO 3.0).